# Oreolalax puxiongensis
Espèce
Statut de conservation UICN

 EN A2a; B1ab(iii,v) : En danger
Oreolalax puxiongensis est une espèce d'amphibiens de la famille des Megophryidae.

## Répartition
Cette espèce est endémique du Sud de la province du Sichuan en République populaire de Chine. Elle se rencontre entre 2 600 et 2 900 m d'altitude dans le xian de Yuexi,.

## Étymologie
Son nom d'espèce, composé de puxiong et du suffixe latin -ensis, « qui vit dans, qui habite », lui a été donné en référence au lieu de sa découverte, la ville de Pu-xiong dans le xian de Yuexi.

## Publication originale
- Liu, Hu & Fei, 1979 : Five new pelobatid toads from China. Acta Zootaxonomica Sinica, vol. 4, p. 83-92.